# Sistema numerico decimale
Per sistema numerico decimale si intende il sistema di numerazione posizionale a base 10 che, per rappresentare i numeri, utilizza dieci cifre da 0 a 9 (0 1 2 3 4 5 6 7 8 9). In senso matematico stretto, un sistema decimale è un sistema con una base costituita da dieci elementi, che non necessariamente deve essere posizionale (ad esempio il sistema romano o l'attuale sistema cinese).

## Descrizione
Prima dei Greci della tetraktys di Pitagora, già i Sumeri e le popolazioni indoeuropee facevano uso di una numerazione in base dieci, molto prima che fossero effettivamente inventate le cifre, e certamente molto prima che si diffondesse la scrittura posizionale.
Il successo di questa particolare base di numerazione è dovuto certamente a varie cause:
- la base dieci, a differenza, ad esempio, della base tre, permette di enumerare anche quantità considerevoli senza utilizzare troppi gradi della "scala gerarchica dei numeri": per le necessità dei popoli indoeuropei, certamente bastavano quasi sempre i numeri da 1 a 99, ovvero due soli gradi
- a differenza, ad esempio, della base sessagesimale (60), i simboli o le parole da ricordare sono pochi (solo 10);
- il dieci è un numero intrinsecamente legato al corpo dell'uomo, che probabilmente ha trovato il primo ausilio al conto proprio nelle dita delle sue mani. Come notò Aristotele, l'uso del sistema decimale non fu altro che il risultato del fatto anatomico accidentale che l'uomo è nato con dieci dita dei piedi e dieci dita delle mani.[1]

Il sistema di numerazione egizio adottava il sistema decimale con una propria notazione posizionale. Il matematico indiano Bhāskara I introdusse una nuova notazione posizionale nel sistema metrico decimale, per la prima volta con l'introduzione anche dello zero.
In epoca più moderna, il sistema numerico decimale è stato senza dubbio il maggior fattore strutturale per l'introduzione (con la Rivoluzione francese) e la successiva diffusione del sistema internazionale di unità di misura, in cui tutte le principali unità di misura hanno multipli e sottomultipli corrispondenti a potenze positive e negative di 10.